# Les Hydrophiles
Les Hydrophiles war eine belgische Künstlervereinigung, die zwischen 1884 und 1889 in Brüssel aktiv war.

## Geschichte
Die Künstlervereinigung Les Hydrophiles wurde gegründet, nachdem es innerhalb des Cercle des Aquarellistes et des Aquafortistes belges wegen zu großer Unterschiede in der Qualität der Arbeiten seiner Mitglieder zu Unstimmigkeiten gekommen war. Tatsächlich wurden viele Künstler in den Cercle aufgenommen, die als minderwertig galten. Die neue Gruppe nahm zunächst den Namen Les Aquarellistes belges an, benannte sich aber sehr schnell in Les Hydrophiles um. Das offizielle Gründungsdatum der Künstlervereinigung ist der 2. Januar 1884.
Les Hydrophiles organisierten zwischen 1884 und 1888 insgesamt fünf jährlich stattfindende Gruppenausstellungen.
Auf den Ausstellungen waren neben Aquarellen und Aquatinta-Graphiken auch Werke aus den Bereichen Grafikdesign, Zeichnen, Plakatkunst und Angewandte Kunst vertreten.
Die für 1889 geplante sechste Ausstellung fand nie statt, da sich die Vereinigung im Februar 1889 auflöste.
Zehn Jahre später gründete sich in Form der Société Nationale des Aquarellistes et Pastellistes de Belgique erneut eine Künstlervereinigung, der auch acht ehemalige Mitglieder der Hydrophiles beitraten.
Die Künstlervereinigung existierte zeitgleich mit der Gruppe Les XX, die einen weitaus größeren Bekanntheitsgrad hatte.

## Mitglieder

### Feste Mitglieder (Auswahl)
- Flori van Acker
- Albert Baertsoen
- Henri Cassiers Vize-Präsident und Schatzmeister (1884–1888)
- Achille Chainaye
- Paul Combaz Sekretär (1884–1886)
- Charles Crabbe
- Willem Delsaux
- Mathilde Dupré-Lesprit
- Charles Ecrevisse
- Édouard Elle
- Célestin Guillaume Gilleman
- Charles Goethals Präsident (1884)
- Maurice Hagemans Sekretär (1888)
- François-Joseph Halkett
- Théodore Hannon
- Paul Hermanus
- Herman-Joseph Heusers
- Ernest Maingot (ab 1885)
- Jean Mayné
- Léon Mundeleer
- Edgard Rombouts
- Willy Schlobach
- Louis Servais
- Léopold Speekaert Präsident (1885–1888)
- Jan Toorop
- Ernest Van Humbeeck
- Frans Van Leemputten
- Eugène Verdyen (ab 1886)
- Guillaume Vogels

### Gast-Mitglieder (Auswahl)
Neben den Mitgliedern des Kreises wurden auch andere Künstler zu den Jahresausstellungen "eingeladen".
- François Binjé
- Jules Boulvin
- George Hendrik Breitner
- Gustave Caillebotte
- Gisbert Combaz
- Florent Crabeels
- Charles De Mol
- Willemus De Zwaart
- Gustave Den Duyts
- Omer Dierickx
- James Ensor
- Everett
- Ernest Duez
- Jean-Louis Forain
- Charles Hermans
- Armand Heins
- Emile Hoeterickx
- Isaac Israëls
- Fernand Khnopff
- Léon Lhermitte
- Max Liebermann
- Max Ludby
- Ernest Maingot
- Alexandre Marcette
- Marinus van der Maarel
- Willem Maris
- Michel Marius
- Constantin Meunier
- Mulders
- David Oyens
- Pieter Oyens
- Albert Pioch
- Alfred Roll
- Félicien Rops
- Auguste-Ernest Sembach
- Jacob Smits
- Charles Storm van 's Gravesande
- Eugène Verdyen
- Jan Vrolyk
- William White